# Вільне Поле
Ві́льне По́ле — село Комарської сільської громади Волноваського району Донецької області, Україна.

## Загальні відомості
Відстань до селища Велика Новосілка становить близько 18 км і проходить автошляхом місцевого значення.

## Населення
За даними перепису 2001 року населення села становило 402 особи, з них 90,55 % зазначили рідною мову українську, 8,21 % — російську та 1,24 % — білоруську мову.